# Wereldbeker schaatsen 2020/2021
De Wereldbeker schaatsen 2020/2021 (officieel: ISU World Cup Speed Skating 2020/21) is een internationale schaatscompetitie in het schaatsseizoen 2020-2021 verreden werd. De wereldbeker schaatsen wordt georganiseerd door de Internationale Schaatsunie (ISU).
Het plan was in eerste instantie om tijdens het seizoen zes wereldbekerweekenden te houden, waarvan de eerste wedstrijd op 13 t/m 15 november 2020 in Tomaszów Mazowiecki zou zijn en de finale op 6 en 7 maart 2021 in Heerenveen plaats zou moeten vinden. De ISU maakte bekend dat de eerste vier wedstrijden in november en december 2020 niet door konden gaan in verband met de coronapandemie. Uiteindelijk werd gekozen om twee wereldbekers te rijden, allebei eind januari in Heerenveen. Kwalificatie voor de Europese kampioenschappen schaatsen 2021 ging via de resultaten van het seizoen 2019/2020, plaatsing voor de Wereldkampioenschappen schaatsen afstanden 2021 stond wel deels op het spel tijdens deze wereldbekers.
Vanwege de coronapandemie ontbraken de schaatsers uit Oost-Azië (China, Chinees Taipei, Japan en Zuid-Korea) volledig in de wereldbeker.

## Kalender
Door het de inkorting van het programma stonden de 5000 meter vrouwen, de 10.000 meter mannen en de teamsprint dit keer niet op het programma.
| Plaats             | Datum              | 500m | 1000m | 1500m | 3k/5k | 5k/10k | Massastart | Teamsprint | Achtervolging | Details       |
| ------------------ | ------------------ | ---- | ----- | ----- | ----- | ------ | ---------- | ---------- | ------------- | ------------- |
| Thialf, Heerenveen | 22–24 januari 2021 | 2x   | 1x    | 1x    | 1x    |        | 1x         |            | 1x            | Wereldbeker 1 |
| Thialf, Heerenveen | 29–31 januari 2021 | 2x   | 1x    | 1x    | 1x    |        | 1x         |            | 1x            | Wereldbeker 2 |
| Totaal             | Totaal             | 4x   | 2x    | 2x    | 2x    |        | 2x         |            | 2x            |               |

### Oorspronkelijke kalender
Dit is de kalender zoals die in eerste instantie door de Internationale Schaatsunie was voorgesteld voordat de plannen vanwege de coronapandemie werden aangepast.
| Plaats                            | Datum               |
| --------------------------------- | ------------------- |
| Ice Arena, Tomaszów Mazowiecki    | 13–15 november 2020 |
| Sørmarka Arena, Stavanger         | 20–22 november 2020 |
| Utah Olympic Oval, Salt Lake City | 4–6 december 2020   |
| Olympic Oval, Calgary             | 11–13 december 2020 |
| Jilin Provincial Rink, Changchun  | 17–18 februari 2021 |
| Thialf, Heerenveen                | 6–7 maart 2021      |

## Eindpodia

### Mannen
| Afstand       | 1e            | 2e               | 3e              |
| ------------- | ------------- | ---------------- | --------------- |
| 500 m         | Dai Dai N'tab | Laurent Dubreuil | Ronald Mulder   |
| 1000 m        | Kai Verbij    | Thomas Krol      | Hein Otterspeer |
| 1500 m        | Thomas Krol   | Kjeld Nuis       | Patrick Roest   |
| 5000 m        | Patrick Roest | Sven Kramer      | Sergej Trofimov |
| Massastart    | Bart Swings   | Livio Wenger     | Jorrit Bergsma  |
| Achtervolging | Noorwegen     | Nederland        | Canada          |

### Vrouwen
| Afstand       | 1e             | 2e                 | 3e                   |
| ------------- | -------------- | ------------------ | -------------------- |
| 500 m         | Femke Kok      | Angelina Golikova  | Olga Fatkoelina      |
| 1000 m        | Brittany Bowe  | Jorien ter Mors    | Femke Kok            |
| 1500 m        | Brittany Bowe  | Antoinette de Jong | Ireen Wüst           |
| 3000 m        | Irene Schouten | Antoinette de Jong | Natalja Voronina     |
| Massastart    | Irene Schouten | Ivanie Blondin     | Jelizaveta Goloebeva |
| Achtervolging | Canada         | Nederland          | Noorwegen            |

## Deelnamequota
Op basis van het aantal schaatsers in de top van het voorafgaande seizoen 2018/2019, mochten de volgende 23 landen onderstaand aantal deelnemers inschrijven per afstand, mits deze aan de limiet op die afstand had voldaan. Alle andere ISU-leden (landen met federaties in de ijs-/schaatssport die zijn aangesloten bij de ISU) mochten per afstand één deelnemer inschrijven, mits voldaan aan de limiet(en). Voor de massastart geldt altijd een maximum van twee schaatsers per land; het organiserende land mag altijd op alle afstanden met het maximum aantal schaatsers starten. Aan de wereldbekerfinales mag met uitzondering van de massastart alleen de beste twaalf van de tussenstand meedoen.
|                  | Mannen | Mannen | Mannen | Mannen | Vrouwen | Vrouwen | Vrouwen | Vrouwen |
| Land             | 500m   | 1000m  | 1500m  | 5/10km | 500m    | 1000m   | 1500m   | 3/5km   |
| ---------------- | ------ | ------ | ------ | ------ | ------- | ------- | ------- | ------- |
| Argentinië       | 1      | 1      | 1      | 1      | 2       | 1       | 1       | 1       |
| België           | 1      | 2      | 3      | 2      | 2       | 2       | 1       | 1       |
| Canada           | 4      | 5      | 4      | 4      | 4       | 4       | 4       | 4       |
| China            | 3      | 2      | 3      | 1      | 5       | 4       | 4       | 4       |
| Chinees Taipei   | 1      | 1      | 1      | 1      | 2       | 2       | 1       | 1       |
| Duitsland        | 4      | 4      | 2      | 4      | 2       | 3       | 3       | 4       |
| Estland          | 1      | 2      | 1      | 1      | 1       | 1       | 1       | 2       |
| Frankrijk        | 1      | 1      | 1      | 2      | 1       | 1       | 1       | 1       |
| Italië           | 2      | 1      | 3      | 4      | 1       | 1       | 3       | 3       |
| Japan            | 5      | 5      | 5      | 5      | 5       | 5       | 5       | 5       |
| Kazachstan       | 2      | 4      | 3      | 3      | 1       | 1       | 2       | 2       |
| Nederland        | 5      | 5      | 5      | 5      | 5       | 5       | 5       | 5       |
| Nieuw-Zeeland    | 1      | 1      | 1      | 2      | 1       | 1       | 1       | 1       |
| Noorwegen        | 4      | 4      | 5      | 4      | 3       | 3       | 4       | 3       |
| Oostenrijk       | 1      | 1      | 1      | 1      | 2       | 2       | 1       | 1       |
| Polen            | 4      | 1      | 2      | 3      | 3       | 4       | 4       | 4       |
| Rusland          | 5      | 5      | 5      | 5      | 5       | 5       | 5       | 5       |
| Tsjechië         | 1      | 1      | 1      | 1      | 2       | 2       | 3       | 3       |
| Verenigde Staten | 1      | 3      | 3      | 2      | 4       | 4       | 4       | 2       |
| Wit-Rusland      | 3      | 2      | 1      | 2      | 2       | 2       | 2       | 3       |
| Zuid-Korea       | 4      | 4      | 4      | 3      | 3       | 4       | 1       | 2       |
| Zwitserland      | 1      | 1      | 2      | 2      | 1       | 1       | 1       | 1       |

## Limiettijden
Om te mogen starten in de wereldbeker schaatsen 2020/2021 moesten de schaatsers na 1 juli 2019 aan de volgende limiettijden hebben voldaan. Voor deelname aan de ploegenachtervolging, teamsprint of massastart volstond het rijden van een van deze limiettijden (om het even welke). Voor de drie snelle hooglandbanen Salt Lake City, Calgary en Ürümqi geldt een scherpere limiet.
| Geslacht | 500m  | 1000m   | 1500m   | 3000m   | 5000m   |
| -------- | ----- | ------- | ------- | ------- | ------- |
| Mannen   | 35,70 | 1.11,00 | 1.49,00 | –       | 6.40,00 |
| Vrouwen  | 39,50 | 1.19,00 | 2.00,50 | 4.19,00 | –       |

| Geslacht | 500m  | 1000m   | 1500m   | 3000m   | 5000m   |
| -------- | ----- | ------- | ------- | ------- | ------- |
| Mannen   | 36,20 | 1.12,00 | 1.50,50 | –       | 6.45,00 |
| Vrouwen  | 40,00 | 1.20,00 | 2.02,00 | 4.22,00 | –       |

Voor de ploegenachtervolging en massastart mag één schaatser worden ingeschreven die niet aan een van bovenstaande kwalificatietijden heeft voldaan, voor deze schaatsers geldt een versoepelde limiet van 1.59,00 (mannen) of 2.11,50 (vrouwen) op de 1500 meter.

## Puntentelling
De puntentelling is in 2018 aangepast. Er wordt doorgeteld van 60 punten voor de winnaar naar 1 punt voor de nummer 40. De top drie in de B-groep krijgt respectievelijk 8, 5 en 3 punten bonus.
| Plaats                                        | 1   | 2   | 3  | 4  | 5  | 6  | 7  | 8  | 9  | 10 | 11 | 12 | 13 | 14 | 15 | 16 | 17 | 18 | 19 | 20 | 21 | 22 | 23 | 24 | 25                  | 26                  | 27                  | 28                  | 29                  | 30                  | 31                  | 32                  | 33                  | 34                  | 35                  | 36                  | 37                  | 38                  | 39                  | 40                  |
| --------------------------------------------- | --- | --- | -- | -- | -- | -- | -- | -- | -- | -- | -- | -- | -- | -- | -- | -- | -- | -- | -- | -- | -- | -- | -- | -- | ------------------- | ------------------- | ------------------- | ------------------- | ------------------- | ------------------- | ------------------- | ------------------- | ------------------- | ------------------- | ------------------- | ------------------- | ------------------- | ------------------- | ------------------- | ------------------- |
| Algemene score en halve finale massastart     | 60  | 54  | 48 | 43 | 40 | 38 | 36 | 34 | 32 | 31 | 30 | 29 | 28 | 27 | 26 | 25 | 24 | 23 | 22 | 21 | 20 | 19 | 18 | 17 | 16                  | 15                  | 14                  | 13                  | 12                  | 11                  | 10                  | 9                   | 8                   | 7                   | 6                   | 5                   | 4                   | 3                   | 2                   | 1                   |
| 500/1000/1500 meter (20 rijders in divisie A) | 60  | 54  | 48 | 43 | 40 | 38 | 36 | 34 | 32 | 31 | 30 | 29 | 28 | 27 | 26 | 25 | 24 | 23 | 22 | 21 | 28 | 24 | 21 | 17 | 16                  | 15                  | 14                  | 13                  | 12                  | 11                  | 10                  | 9                   | 8                   | 7                   | 6                   | 5                   | 4                   | 3                   | 2                   | 1                   |
| 3000/5000 meter (16 rijders in divisie A)     | 60  | 54  | 48 | 43 | 40 | 38 | 36 | 34 | 32 | 31 | 30 | 29 | 28 | 27 | 26 | 25 | 32 | 28 | 25 | 21 | 20 | 19 | 18 | 17 | 16                  | 15                  | 14                  | 13                  | 12                  | 11                  | 10                  | 9                   | 8                   | 7                   | 6                   | 5                   | 4                   | 3                   | 2                   | 1                   |
| Finale massastart en teamonderdelen           | 120 | 108 | 96 | 86 | 80 | 76 | 72 | 68 | 64 | 62 | 60 | 58 | 56 | 54 | 52 | 50 | 48 | 46 | 44 | 42 | 40 | 38 | 36 | 34 | niet van toepassing | niet van toepassing | niet van toepassing | niet van toepassing | niet van toepassing | niet van toepassing | niet van toepassing | niet van toepassing | niet van toepassing | niet van toepassing | niet van toepassing | niet van toepassing | niet van toepassing | niet van toepassing | niet van toepassing | niet van toepassing |

1985/1986 · 
1986/1987 · 
1987/1988 · 
1988/1989 · 
1989/1990 · 
1990/1991 · 
1991/1992 · 
1992/1993 · 
1993/1994 · 
1994/1995 · 
1995/1996 · 
1996/1997 · 
1997/1998 · 
1998/1999 · 
1999/2000 · 
2000/2001 · 
2001/2002 · 
2002/2003 · 
2003/2004 · 
2004/2005 · 
2005/2006 · 
2006/2007 · 
2007/2008 · 
2008/2009 · 
2009/2010 · 
2010/2011 · 
2011/2012 · 
2012/2013 · 
2013/2014 · 
2014/2015 ·
2015/2016 ·
2016/2017 ·
2017/2018 ·
2018/2019 ·
2019/2020 ·
2020/2021 ·
2021/2022 ·
2022/2023 ·
2023/2024 ·
2024/2025
Alpineskiën ·
Biatlon ·
Bobsleeën ·
Freestyleskiën ·
Langlaufen ·
Noordse combinatie ·
Rodelen ·
Schaatsen ·
Schansspringen ·
Shorttrack ·
Skeleton ·
Snowboarden